# Trijodek azotu
Trijodek azotu, NI
3 – nieorganiczny związek chemiczny azotu i jodu.
Czysty trijodek azotu jest w warunkach normalnych ciemnoczerwonym ciałem stałym. Czysty NI
3 po raz pierwszy został uzyskany w 1990 roku w wyniku reakcji azotku boru z roztworem fluorku jodu (otrzymanym in situ z ciekłego fluoru i jodu) w trichlorofluorometanie w temperaturze −30 °C i wyizolowany po usunięciu rozpuszczalnika przez sublimację w −20 °C:
BN + 3IF → NI
3 + BF
3
Jest związkiem bardzo nietrwałym i rozkłada się szybko w postaci czystej i w roztworze w 0 °C, stopniowy rozkład następuje również w −78 °C, trwały jest dopiero w −196 °C.

## Amoniakat trijodku azotu
W wyniku reakcji roztworu jodu z wodą amoniakalną powstaje czarny amoniakat NI
3·NH
3. Jest trwalszy o ok. 30 kJ/mol od wolnego NI
3. Nie da się z niego usunąć cząsteczek amoniaku i uzyskać wolnego jodku. W takiej formie został otrzymany w roku 1813 przez odkrywcę jodu, Bernarda Courtois. Jego budowa została potwierdzona w roku 1905. Struktura krystaliczna amoniakatu składa się z zygzakowatych łańcuchów złożonych ze współwierzchołkowych tetraedrów NI
4. Pomiędzy łańcuchami ulokowane są cząsteczki amoniaku.

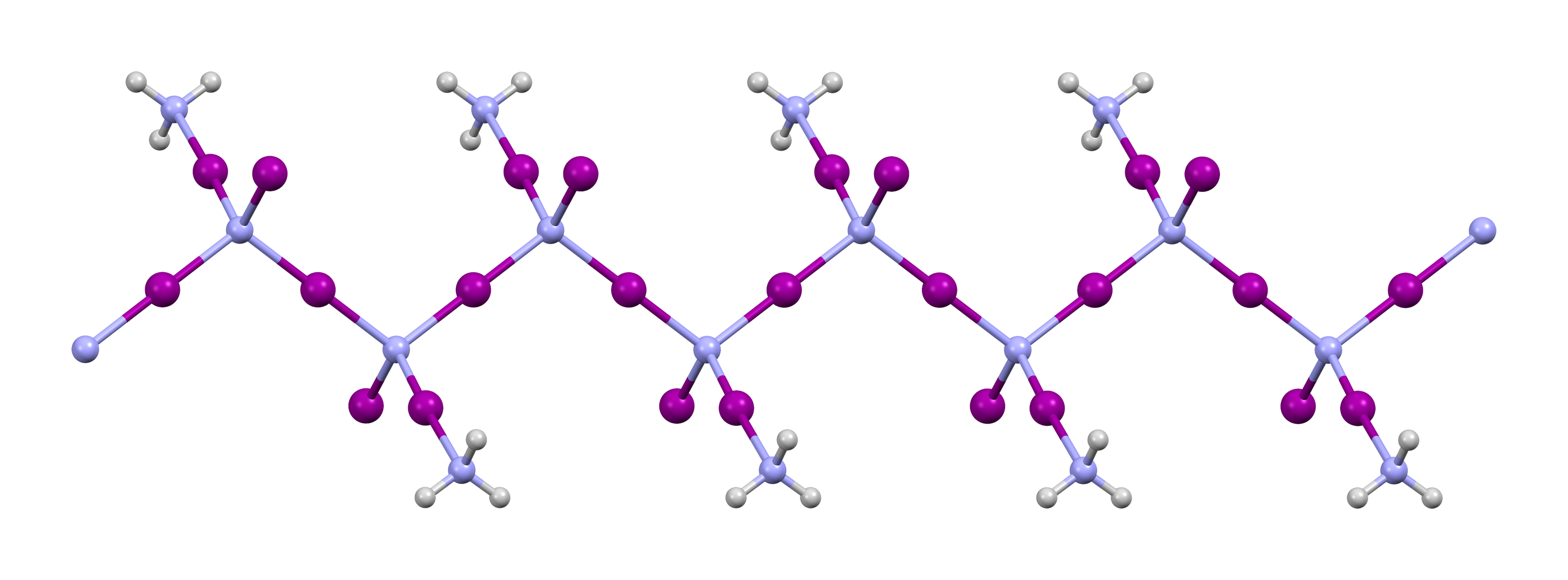
Struktura krystaliczna amoniakat trijodku azotu

Jest substancją niezwykle niestabilną, rozkładającą się w sposób wybuchowy pod wpływem lekkiego dotyku. Małe ilości trijodku azotu są syntetyzowane w celach pokazowych, ze względu na wysoką niestabilność nie ma zastosowań praktycznych. Suchy wybucha przy minimalnym bodźcu mechanicznym, np. dotknięciu ptasim piórem, dlatego wszelkie manipulacje należy przeprowadzać z substancją zwilżoną wodą. Eksploduje także pod wpływem cząstek alfa i produktów spontanicznego rozszczepienia jądra atomowego, czym wyróżnia się spośród innych związków wybuchowych (azydku ołowiu, azydku srebra, azydku kadmu i acetylenku srebra).
Reakcję rozkładu trijodku azotu ilustruje równanie:
2NI
3 → N
2↑ + 3I
2↑ (ΔH = −290 kJ/mol)
NI
3·NH
3 zostawia po wybuchu pomarańczowe do fioletowych plamy jodu trudne do zmycia wodą (można je usunąć roztworem tiosiarczanu sodu).